# Theudechild (Tochter Theuderichs I.)
Theudechild (auch: Théodechilde, Thichilde, Theut-hild; gestorben nach unterschiedlichen Angaben nach 571, vor 579 oder am 28. Juni 598) war eine fränkische Prinzessin, warnische Königin und Äbtissin. Sie wurde heiliggesprochen.

## Leben
Theudechild war die Tochter des fränkischen Königs Theuderich I. und Enkelin des Chlodwig I. Ihr Leben wurde unter anderem durch Venantius Fortunatus hagiographisch dargestellt. Alle Schriftstücke, die den Namen Theodechilds erwähnen, sind nur als Kopie überliefert. Die Echtheit mehrerer dieser Urkunden wurde durch Historiker bezweifelt; zudem trug etwa auch eine mutmaßliche Schwester Theuderichs denselben Namen.
Prokopios von Caesarea berichtete, dass eine namentlich nicht bekannte Schwester Theudeberts I. in erster Ehe mit dem Warnenkönig Hermegisclus sowie in zweiter Ehe mit dessen Sohn Radigis verheiratet wurde und später, nachdem Radigis sich von ihr getrennt hatte, in ihre Heimat zurückkehrte. Aus Theuderichs Ehe mit Suavegotho ist nur ein Sohn und eine Tochter überliefert, sodass Theudechild als diese Schwester angenommen wird. Dies stimmt auch mit der hagiographischen Überlieferung überein, laut welcher Theudechild Enkelin, Tochter, Schwester und Ehefrau von Königen war.
Königin Theudechild wurde zudem bekannt durch großzügige Schenkungen an die Kirche von Reims, welche sie mit ihrem Seelenheil begründete. Sie war die (nach kirchlicher Überlieferung jungfräuliche) Gründerin des Benediktinerinnen-Klosters von Saint-Pierre-le-Vif bei Sens, dessen erste Äbtissin sie auch wurde. Auch die Priorei von Mauriac soll durch sie begründet worden sein.
Sie starb vor 579 und wurde in der unter ihr errichteten Klosterkirche in Saint-Pierre-le-Vif beerdigt. 